# Mount Draeger
Mount Draeger ist ein Berg von 1690 m Höhe im ostantarktischen Viktorialand, der sich im nordwestlichen Teil der Posey Range in den Bowers Mountains befindet. Er überragt östlich den Ort der Einmündung des Smithson- in den Graveson-Gletscher. 
Kartografisch erfasst wurde er durch Vermessungsarbeiten des United States Geological Survey und mithilfe von Luftaufnahmen der United States Navy zwischen 1960 und 1962. Das Advisory Committee on Antarctic Names benannte ihn 1970 nach dem Funker Ernest J. Draeger von der US Navy, Mitglied der Besetzungsmannschaft auf der McMurdo-Station im Winter 1967.